# Obereopsis paralaosica
Obereopsis paralaosica là một loài bọ cánh cứng trong họ Cerambycidae.